# Idris Bitlisi
İdris Mevlana Hüsameddin Ali-ül Bitlisi (n. 1452, Bitlis, Principatul Bitlisului⁠(d) – d. 1520, Constantinopol, Imperiul Otoman), cunoscut și drept Idris Bitlisi sau Idris din Bitlis, a fost un istoric, scriitor islamic, cronicar și funcționar public din Imperiul Otoman, de origine kurdă.
Scrierile sale reprezintă un foarte important izvor pentru istoriografia otomană, acestea consolidând realizările scrierilor istorice otomane de până la acel moment și pregătindu-le pentru posterioritate.